# Ibn Baddscha
Abū Bakr Muhammad ibn Yahyā ibn as-Sā'igh (arabisch أبو بكر محمد بن يحيى بن الصائغ, DMG Abū Bakr Muḥammad b. Yaḥyā b. aṣ-Ṣāʾiġ, bekannt als Ibn Bāddscha / ابن باجة / Ibn Bāǧǧa, latinisiert: Avempace; * um 1095 in Saragossa; † um 1138 in Fès, Marokko) war der früheste Philosoph unter den spanischen Arabern und andalusisch-muslimischer Universalgelehrter auf den Gebieten: islamische Astronomie, Logik in der islamischen Philosophie, Arabische Musik, frühe islamische Philosophie, Physik im mittelalterlichen Islam, islamische Psychologie, arabischer Poesie und Wissenschaft. Er war der erste Aristoteliker des islamischen Spanien.
Er arbeitete als Wesir des almoravidischen Gouverneurs von Saragossa Abu Bakr ibn Ibrahim ibn Tifilwit. Er schrieb für diesen auch Lobgedichte. Später war er für etwa zwanzig Jahre Wesir des Yusuf ibn Taschfin. Er lebte in Sevilla, Granada und als Arzt in Marokko.
Als Philosoph hatte er neben Kommentaren zu den Schriften des Aristoteles einige Werke geschrieben, so ein Buch über Die Leitung des Einsamen, Tadbir al-mutawahhid, was über die Stufen der Erhebung der Seele von ihrem triebartigen Verhalten bis zum erworbenen Intellekt handelt. Seine Schriften sind zumeist verloren gegangen.
Der Mondkrater Ibn Bajja ist nach ihm benannt.